# Тормосово-Комарно
Тормосово-Комарно — деревня в Удомельском городском округе Тверской области.

## География
Деревня находится в северной части Тверской области на расстоянии приблизительно 24 км на север-северо-запад по прямой от железнодорожного вокзала города Удомля вдоль северо-западного берега озера Устьим.

## История
Деревня известна с 1789 года как владение лейтенантши Авдотьи Пименовны Тормасовой, матери известного генерала, заместителя Кутузова во времена Отечественной войны 1812 года, Александра Петровича Тормасова. Вначале 1860-х годов сельцо Комарно было заброшено. В 1919 году здесь работал лесозавод удомельского заводчика Калинина. В деревне хозяйств было 27 (1958), 18 (1986), 15 (1999). В советский период истории здесь действовали колхозы колхоз «Тормасово-Комарно», им. Жданова, «Россия», «Бережок». До 2015 года входила в состав Котлованского сельского поселения до упразднения последнего. С 2015 года в составе Удомельского городского округа.

## Население
Численность населения: 63 человека (1958 год), 29 (1986), 25 (1999), 17 (русские 100 %) в 2002 году, 23 в 2010.